# ドラゴミル・ベカノビッチ
ドラゴミル・ベカノビッチ（Dragomir Bečanović 1965年2月10日-) は旧ユーゴスラビアのモンテネグロ・ニクシッチ出身の柔道選手。現役時代は65kg級の選手。身長181cm。

## 人物
1988年のソウルオリンピックでは2回戦で敗れた。しかし、1989年にベオグラードで開催された世界選手権では、地元の声援を受けて決勝まで勝ち進むと、東ドイツのウド・クエルマルツを判定で破って、ユーゴスラビアの選手として初の世界チャンピオンになった。

## 主な戦績
- 1986年 - オーストリア国際　3位
- 1987年 - ヨーロッパ選手権　2位
- 1989年 - 世界選手権　優勝